# Jerzy Nemanicz
Jerzy Nemanicz (serb.: Ђорђе Немањић, Đorđe Nemanjić) – „król” Zety w latach 1208–1216, a następnie książę Zety uznający zwierzchnictwo serbskie od ok. 1230 do ok. 1243.

## Król Zety
Jerzy był synem Wukana, władcy Zety i wnukiem wielkiego żupana Raszki Stefana Nemanii. O matce wiadomo tylko, że pochodziła z włoskiego rodu de Segni. Wydaje się, że Jerzy objął władzę nad Zetą jeszcze za życia ojca, jest bowiem nazywany „królem” w 1208 roku, podczas gdy inskrypcja ze Studenicy z 1209 roku mówi o Wukanie jako o Wielkim Księciu Zety. Przyczyny abdykacji Wukana nie są znane. Być może chciał zapewnić synowi następstwo tronu, obawiając się, że w razie jego śmierci przed objęciem władzy przez Jerzego, jego brat, wielki żupan Raszki Stefan Nemanicz, nie zawaha się wykorzystać bezkrólewia i przyłączy Zetę do Serbii. Wukan zmarł prawdopodobnie jeszcze w 1209 roku lub niedługo później.
Wobec narastającego napięcia w stosunkach z wujem Stefanem Nemaniczem, Jerzy złożył w 1208 roku przysięgę wierności doży weneckiemu Pietro Zianiemu, uznając zwierzchnictwo Wenecji nad Zetą. Oprócz zabezpieczenia swoich ziem przed zagrożeniem ze strony Serbii, akt Jerzego mógł mieć również inne znaczenie. Bezpośrednio po IV krucjacie Wenecja próbowała przejąć kontrolę nad portami bałkańskimi. W 1205 roku uzależniła od siebie Dubrownik. Nie można wykluczyć, że uznając zwierzchnictwo weneckie Jerzy chronił swoje porty w południowej Dalmacji.
Jerzy zawarł wkrótce sojusz wojskowy z Wenecją, przeciw jej teoretycznemu wasalowi, Albańczykowi o imieniu Dmitri, który z górskiej twierdzy Kroja sprawował władzę nad częścią Albanii w pierwszej dekadzie XIII wieku. Jerzy zobowiązał się do udzielenia pomocy wojskowej w przypadku ataku Dmitriego na terytoria weneckie. Wykorzystując walkę pomiędzy Zetą a Raszką, Dmitri zacieśnił swoje związki z Raszką poślubiając córkę Stefana Nemanicza. W następnych latach Jerzy przejściowo znika ze źródeł. W 1216 roku Stefan, prawdopodobnie w wyniku akcji zbrojnej, przejął kontrolę nad Zetą, kładąc tym samym kres separatyzmowi tego kraju i jego niepodległemu królestwu.

## Książę Zety
Jerzy ponownie pojawia się w drugiej połowie panowania syna Stefana Nemanicza, Stefana Radosława (1227–1234), jako zarządca Zety pozostający pod władzą króla Serbii. Nie wiadomo czy otrzymał apanaż obejmujący Zetę w zamian za uznanie władzy królewskiej swego kuzyna, czy też sam upomniał się o prawo do Zety przy pomocy lokalnych wielmożów. Niezależnie jednak od tego jak doszedł do władzy, rządził Zetą za zgodą Radosława i uznając jego zwierzchnictwo. Wszystkie bowiem dokumenty wystawiane przez Jerzego wymagały zatwierdzenia przez Radosława.
Nie wiadomo jaką część Zety obejmował apanaż Jerzego. Niewątpliwie utrzymał go pod rządami następcy Radosława, jego brata Stefana Władysława. W tym czasie zacieśnił związki z nadmorskim Ulcinjem. Biskup Ulcinja podjął rozmowy zmierzające do podporządkowania miasta arcybiskupowi Dubrownika, występując w ten sposób przeciw roszczeniom arcybiskupa Baru, które wcześniej popierali zarówno Stefan Nemania jak i Wukan Nemanicz. Źródła raguskie nazywają Jerzego "księciem Dukli", synem "żupana" Wukana, choć nie można wykluczyć, że używają tego tytułu nie chcąc zaogniać swoich stosunków z Serbią.
W liście z 1242 roku do Dubrownika biskup Ulcinja tytułuje Jerzego "królem", nie wiadomo czy jest to wyraz lokalnego patriotyzmu, czy też efekt podjętej przez Jerzego próby wykorzystania chaosu wywołanego najazdem tatarskim i odbudowania królestwa Zety. Również uznanie przez biskupa Ulcinja zwierzchnictwa arcybiskupa Dubrownika i odrzucenie dotychczasowego zwierzchnictwa arcybiskupa Baru, może wskazywać próbę uniezależnienia się od króla serbskiego. Ćirković przypuszcza, że akt ten mógł być bezpośrednią przyczyną odebrania Jerzemu władzy nad Zetą.
Ponieważ nie słychać o Jerzym za panowania Stefana Urosza, przypuszcza się, że utracił władzę nad Zetą po 1243 roku. Wasilewski uważa, że odebrawszy Zetę Jerzemu, król Urosz przekazał ją swemu bratu Władysławowi. Wiadomo, że brat Jerzego Stefan wzniósł w latach 1251–1252 monaster Morača. Na pochodzącym z XVII wieku fresku z tego klasztoru jest nazwany królem. Drugi brat Jerzego, tytułowany "żupanem", wzniósł w 1281 roku kościół w Brodareve nad Limem i niedługo potem został mnichem. Nie można wykluczyć, że każdy z braci dostał od władcy Serbii niewielki apanaż: Jerzy wokół Ulcinja, Stefan nad rzeką Moračą, a Dmitri nad Limem, i że miejscowa ludność (biskup Ulcinja, malarz fresków w Moračy) używała w stosunku do Jerzego i Stefana tradycyjnego tytułu królewskiego, nieuznawanego przez obce państwa, jak wskazuje przykład Dubrownika tytułującego Jerzego księciem. Synowie Jerzego byli już tylko zwykłymi "żupanami" serbskimi.

## Potomstwo
Synowie Jerzego:
- Dimitrije – żupan w Zecie pomiędzy 1171 a 1186, budowniczy klasztoru w Davidovicy, w 1186 roku został mnichem. Jego synami byli:
  - Wratysław – jego synowie to:
    - Vratko – wódz w bitwie pod Serrhai w 1342 roku. Córką Vratka wedle późniejszych dokumentów była:
      - Milica – żona księcia Łazarza Hrebeljanovicia, w 1389 roku regentka Serbii

    - i Radosław

  - i Radosław
- i Stefan[2]